# Tupoljev TB-3
Tupoljev TB-3 (rusko Тяжёлый Бомбардировщик -"tjažolij bombardirovščik - težki bombnik", (civilna oznaka ANT-6) je bil težki štirimotorni propelerski strateški bombnik, ko so ga zasnovali v Sovjetski zvezi pred 2. Svetovno vojno. Bil je prvi štirimotorni bombnik s kantilever krili.Kljub temu, da je bil uradno upokojen leta 1939 se je uporabljal tudi med vojno. TB-3 se je uporabljal tudi kot matična ladja v projektu Zveno.
Leta 1925 so Sovjetske letalske sile naročile pri CAGI-ju razvoj novega težkega bombnika s skupno močjo motorjev 2000 KM. Biro Tupoljev je začel načrtovati letalo leta 1926. Za osnovo so vzeli bombnik Tupoljev TB-1. Sprva so ga poganjali 600 konjski motorji Curtiss V-1570 "Conqueror", za serijsko proizvodnjo so nameravali uporabljati motorje Mikulin M-17.
Prvi let je bil 22. decembra 1930, testni pilot je bil Mihail Gromov. Prototip je imel sankasto pristajalno podvozje. Zaradi vibracij je letalo skoraj strmoglavilo. 20. februarja so Sovjetske letalske sile naročile masovno proizvodnjo. Skupaj so zgradili 818 letal
Potem so na prototipu namestili 720 konjske motorje BMW VIz 500, večje radiatorje in lesene propelerje s fiksnnim vpadnim kotom krakov. TB-3-4M-17 je prvič poletel 4. januarja, testna pilota sta bila A. B. Jumašev in I. F. Petrov. Serijska letal so bil okrog 10-12% težja od prototipov, kar je precej zmanjšalo sposobnosti. Kasneje jim je uspelo zmanjšati težo za okrog 1000 kilogramov.
TB-3 je postavil več svetovnih rekordov tistega časa:
- TB-3-4M-34R je postavil rekord v času leta: 18 ur 30 minut
- TB-3-4AM-34FRN s pilotom A. B. Jumaševim je dosegel več rekordov glede tovora na višini
  - 11. september 1936 – 5.000 kg (11.000 lb) na višino  8.116 m (26.627 ft), pozneje do 8.980 m (29.460 ft)
  - 16. september 1936 – 10.000 kg (22.000 lb) na višino  6.605 m (21.670 ft)
  - 20. september 1936 – 12.000 kg (26.000 lb) na višino 2.700 m (8.900 ft)

## Tehnične specifikacije (TB-3-4M-17F, 1934 model)
Podatki iz Shavrov
Splošne karakteristike
- Posadka: 4
- Dolžina: 24,4 m (80 ft 1 in)
- Razpon kril: 41,80 m (137 ft 2 in)
- Višina: 8,50 m (27 ft 11 in)
- Površina kril: 234,5 m2 (2524 ft2)
- Teža praznega letala: 11200 kg (24690 lb)
- Naložena teža: 17200 kg (37920 lb)
- Maks. vzletna teža: 19300 kg (42550 lb)
- Pogon letala: 4 ×  V12 Mikulin M-17F, 525 kW (705 KM)  vsak

 Zmogljivost 
- Maks. hitrost: 212 km/h (114 vozlov, 129 mph) at 3.000 m (9.800 ft)
- Doseg: 2000 km (1080 nm, 1240 mi)
- Višina leta: 4800 m (15750 ft)
- Hitrost vzpenjanja: 1,25 m/s (246 ft/min)
- Obremenitev kril: 73 kg/m² (15 lb/ft²)
- Razmerje moč/teža: 0,15 kW/kg (0,09 KM/lb)
- Čas do višine: 5 min do 1.000 m (3.300 ft), 29 min do 3.000 m (9.800 ft)
- Vzletna razdalja: 300 m (980 ft)
- Pristajalna razdalja: 330 m (1.080 ft)

Oborožitev

- Strelno orožje: 5–8× 7,62 mm DA strojnice
- Bombe: Up to 2.000 kg (4.400 lb) bomb